# Acide ribonucléique de transfert
Pour les articles homonymes, voir Arnt.
Ne doit pas être confondu avec ADN-T.
Les acides ribonucléiques de transfert, ou ARN de transfert ou ARNt, sont de courts ARN, longs de 75 à 95 nucléotides, qui interviennent lors de la synthèse des protéines dans la cellule. Ce sont des intermédiaires clés dans la traduction du message génétique et dans la lecture du code génétique. Ils apportent les acides aminés au ribosome, la machine cellulaire responsable de l'assemblage des protéines à partir de l'information génétique contenue dans l'ARN messager. Les cellules vivantes contiennent quelques dizaines de sortes d'ARNt, chacune d'elles étant spécifique de l'un des acides aminés. Les ARNt se terminent du côté 3' par une extrémité simple-brin conservée -CCA constante. L'acide aminé est accroché par une liaison ester sur le ribose de l'adénosine terminale de cette extrémité.

## Description des ARN de transfert

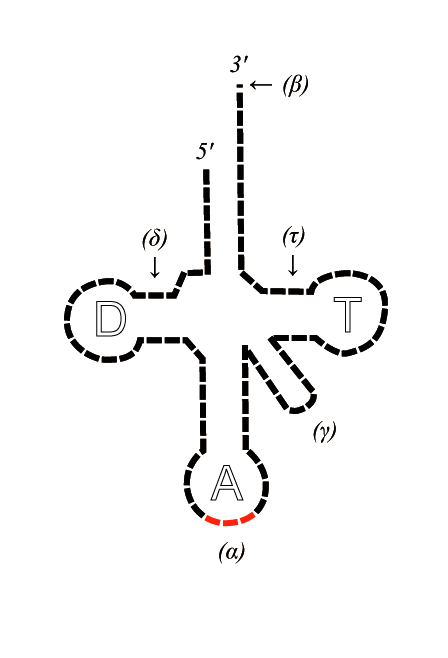
Figure 1 : Schéma de l'ARN_{t} :
α, anticodon (3 nucléotides) ;
β, site de fixation de l'acide aminé ;
γ, boucle variable ;
δ, branche D ;
τ, branche T ;
A, boucle de l'anticodon ;
D, boucle D ;
T, boucle T

Les ARNt sont des acides ribonucléiques simple brin, longs d'environ 75 à 95 nucléotides, que l'on trouve dans le cytoplasme ou dans les organites des cellules vivantes. Ce sont des ARN non codants, transcrits à partir de gènes codés dans le génome. Ils se replient pour adopter une structure complexe comportant plusieurs tiges-boucles dont la structure secondaire (2D) s'organise en feuille de trèfle. En trois dimensions, cette feuille de trèfle adopte ensuite (en raison des interactions entre les différentes régions de l'ARNt et les contraintes imposées par les structures secondaires) une forme en L.
Les ARNt sont ainsi constitués de cinq régions :
- la tige acceptrice (bêta sur le schéma), sur laquelle l'acide aminé correspondant à l'ARNt est estérifié ;
- la tige-boucle de l'anticodon (A sur le schéma), qui reconnaît et s'associe aux codons de l'ARN messager ;
- le bras du D (D, sur le schéma), pour l'enzyme Aminoacyl-ARNt Synthéthase : qui catalyse la réaction de fixation de l'acide aminé sur l'ARNt ;
- le bras du T (T sur le schéma), qui permet de positionner l'ARNt dans le site A du ribosome ;
- la région variable (gamma sur le schéma), qui peut avoir des tailles variables selon les types d'ARNt.

## Rôle dans la traduction du message génétique
Leur fonction dans la cellule est d'assurer la correspondance entre l'information génétique portée par l'ARN messager et les acides aminés contenus dans la protéine codée par cet ARN messager (ARNm). Ils sont les acteurs clés de la traduction du code génétique.
Les ARNt portent l'un des 20 acides aminés attaché par une liaison ester à leur extrémité 3'-OH (β sur la figure 1) et transportent celui-ci au ribosome. Lorsqu'ils sont ainsi porteurs d'un acide aminé, on dit que ce sont des aminoacyl-ARNt. Il y a 20 acides aminés canoniques dans le code génétique, et il existe 20 familles d'ARNt isoaccepteurs (ayant la capacité d'accepter un même acide aminé).
Dans une boucle située à l'autre extrémité de la molécule (α sur la figure 1), se trouve une séquence de trois nucléotides, spécifique de l'acide aminé, appelée l'anticodon. L'anticodon s'apparie au codon sur l'ARN messager assurant ainsi la correspondance entre codon et acide aminé, conformément au code génétique.
Dans la cellule, les ARNt aminoacylés, c'est-à-dire portant un acide aminé estérifié sur leur extrémité 3' (aminoacyl-ARNt), s'associent systématiquement en complexe avec le facteur d'élongation EF-Tu (chez les bactéries) ou EF-1a (chez les eucaryotes), lui-même complexé au GTP. C'est ce complexe ARNt:EF:GTP, appelé complexe ternaire, qui se lie dans le site A du ribosome, pour former une interaction codon-anticodon avec l'ARNm. Le ribosome vérifie la complémentarité des bases de l'ARNm et de l'aminoacyl-ARNt, puis déclenche l'hydrolyse du GTP lié à EF-Tu. Lorsque celle-ci est réalisée, le ribosome catalyse l'allongement de la chaîne protéique en cours de synthèse (réaction de transpeptidation) et avance sur l'ARN messager. L'ARNt utilisé quitte le ribosome désacylé (avec une extrémité 3'-OH), à l'état libre.
Il est alors rechargé par une enzyme spécifique, appelée aminoacyl-ARNt synthétase, qui catalyse l'estérification de l'acide aminé spécifique. Dans la plupart des espèces vivantes, il existe en général 20 aminoacyl-ARNt synthétases, une pour chaque acide aminé.

## Autres rôles des ARNt
En plus de leurs fonctions comme vecteurs des acides aminés dans le mécanisme de traduction des protéines, certains ARNt participent à d'autres processus biologiques. Certains ARNt sont utilisés comme amorces par des transcriptases inverses de rétrovirus ou de rétrotransposons, pour démarrer la synthèse d'un brin d'ADN à partir d'un brin ARN. Le VIH, virus du sida, détourne ainsi l'un des ARNt de la cellule infectée, l'ARNtLys3, pour démarrer son processus de réplication. Le génome viral contient en effet une région complémentaire de cet ARNt cellulaire.
Les ARNt aminoacylés peuvent aussi participer à certaines réactions du métabolisme secondaire, via l'action d'enzymes spécifiques appelées aminoacyl-ARNt transferases, qui catalysent le transfert de l'acide aminé estérifié sur un accepteur protéique ou peptidique. Ces réactions se font indépendamment du ribosome, d'ARNm et sans hydrolyse de GTP. Il peut s'agir de modifications post-transcriptionnelles de protéines, ou bien de synthèse non-ribosomique de peptides bioactifs.

## Structure des ARNt

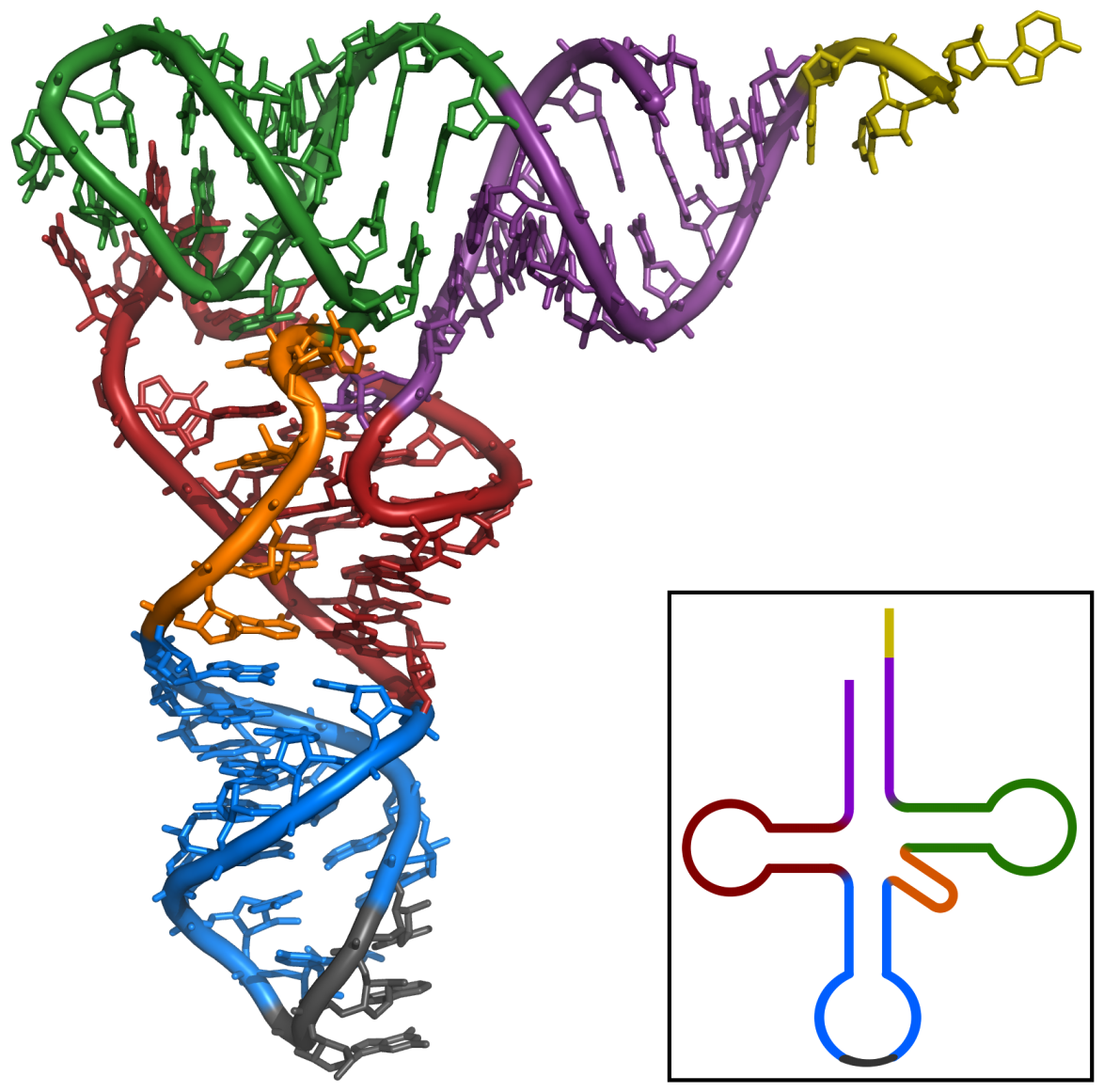
Figure 2 : vue tridimensionnelle :
site de fixation de l'acide aminé en jaune ;
branche D en grenat ;
boucle de l'anticodon en bleu, anticodon en gris ;
boucle T en vert ;
boucle variable en orange

La plupart des ARNt ont une structure canonique, conservée chez toutes les espèces. Ils se replient sur eux-mêmes, formant des appariements intramoléculaires de nucléotides pour donner une structure à quatre tiges ou bras, appelée « feuille de trèfle » (figure 1). La tige supérieure, qui porte les extrémités 5' et 3' s'appelle le bras accepteur, car c'est lui qui porte (accepte) l'acide aminé. La tige inférieure, terminée par la boucle de l'anticodon s'appelle bras anticodon, les deux autres tiges s'appellent bras T et bras D (figure 1), car ils portent des ribonucléotides modifiés, autres que A, G, C et U : la ribothymidine (T), pour le bras T et la dihydrouridine (D) pour le bras D.
Ces quatre tiges se replient en trois dimensions pour former une structure en forme de « L » (figure 2). Celle-ci résulte de l'empilement coaxial deux à deux des tiges : le bras T sur bras accepteur  et le bras anticodon sur le bras D. Cette structure en forme de « L » est stabilisée par des interactions entre la boucle T et la boucle D qui font intervenir des nucléotides modifiés, que l'on retrouve conservés dans la plupart des ARNt.
L'extrémité 5' ne présente qu'un seul phosphate. L'extrémité 3' comporte quatre nucléotides non appariés et se termine toujours par le trinucléotide CCA, dont l'adénosine terminale porte la fonction OH où est estérifié l'acide aminé.

### Nucléotides modifiés
Les ARNt se caractérisent par la présence d'un grand nombre de nucléotides non-canoniques, ou nucléotides modifiés, dans leur structure. Ces modifications de nucléotides : méthylation, isomérisation, thiolation, réduction… sont incorporées post-transcriptionnellement par des enzymes spécialisées.
On trouve deux grandes classes de nucléotides modifiés dans l'ARNt : ceux qui participent à l'établissement de la stabilisation de la structure tridimensionnelle, par exemple la ribothymidine et la pseudouridine dans la boucle T, et ceux qui sont localisés dans la boucle de l'anticodon et qui interviennent directement dans l'interaction avec l'ARNm et dans la lecture des codons, comme l'inosine, la 2-thiouridine ou leurs dérivés.
Certaines modifications de nucléotides sont très simples : ajout d'un groupement méthyle (CH3) et d'autres sont très complexes et nécessitent l'intervention de plusieurs enzymes. On trouve à la fois des modifications des riboses, et des modifications des bases, parfois combinées. En tout, près d'une centaine de types de nucléotides modifiés différents ont été décrites dans les ARNt des différentes espèces vivantes.

## Synthèse
Les ARNt sont synthétisés par transcription à partir de gènes situés dans l'ADN génomique et mitochondrial. Chez les bactéries, on trouve fréquemment plusieurs ARNt regroupés sous forme d'opérons qui sont transcrits sous forme d'un seul précurseur qui est ensuite clivé. Chez les eucaryotes, les ARNt sont spécifiquement transcrits par l'ARN polymérase III.
Le pre-ARNt transcrit subit ensuite plusieurs étapes de maturation avant d'être fonctionnel:
- l'extrémité 5' est clivée par la ribonucléase P
- l'extrémité 3' est clivée par plusieurs ribonucléases dont la ribonucléase Z (Trz1 chez la levure)[8]
- la séquence CCA est ajoutée à l'extrémité 3' clivée par une enzyme spécifique, l'ARNt nucléotidyl-transférase ou « CCAse »
- certains nucléotides peuvent être modifié par des enzymes spécifiques, par exemple, les protéines Pus modifient des uridines en pseudouridines[9]
- certains ARNt eucaryotes contiennent des introns qui sont  épissés par le complexe TSEN (tRNA splicing endonuclease)[8].

## Codon, anticodon et décodage
Lors du processus de traduction, les trois bases de l'anticodon de l'ARNt s'apparient au codon de l'ARNm. L'interaction entre le premier nucléotide de l'anticodon et le troisième nucléotide du codon est souvent un appariement non-canonique, appelé paire wobble ou bancale, différente d'un appariement Watson-Crick classique (A-U ou G-C). Cet appariement implique parfois la modification du nucléotide en position 34, par exemple la désamination de l'adénosine pour le complexe ADAT2:ADAT3, pour former de l'inosine qui peut s'apparier avec les bases A, U ou C.
Ces appariements wobble permettent de réduire le nombre d'ARNt nécessaires à la traduction du code génétique, en autorisant la lecture de différents codons synonymes par un seul et même ARNt. Ainsi, l'ARNt spécifique de l'isoleucine chez la souris a un anticodon IAU, où I est une inosine qui peut s'apparier aux trois codons AUU, AUC et AUA, en formant des paires I-U, I-C et I-A.

## ARNt et aminoacyl-ARNt synthétase

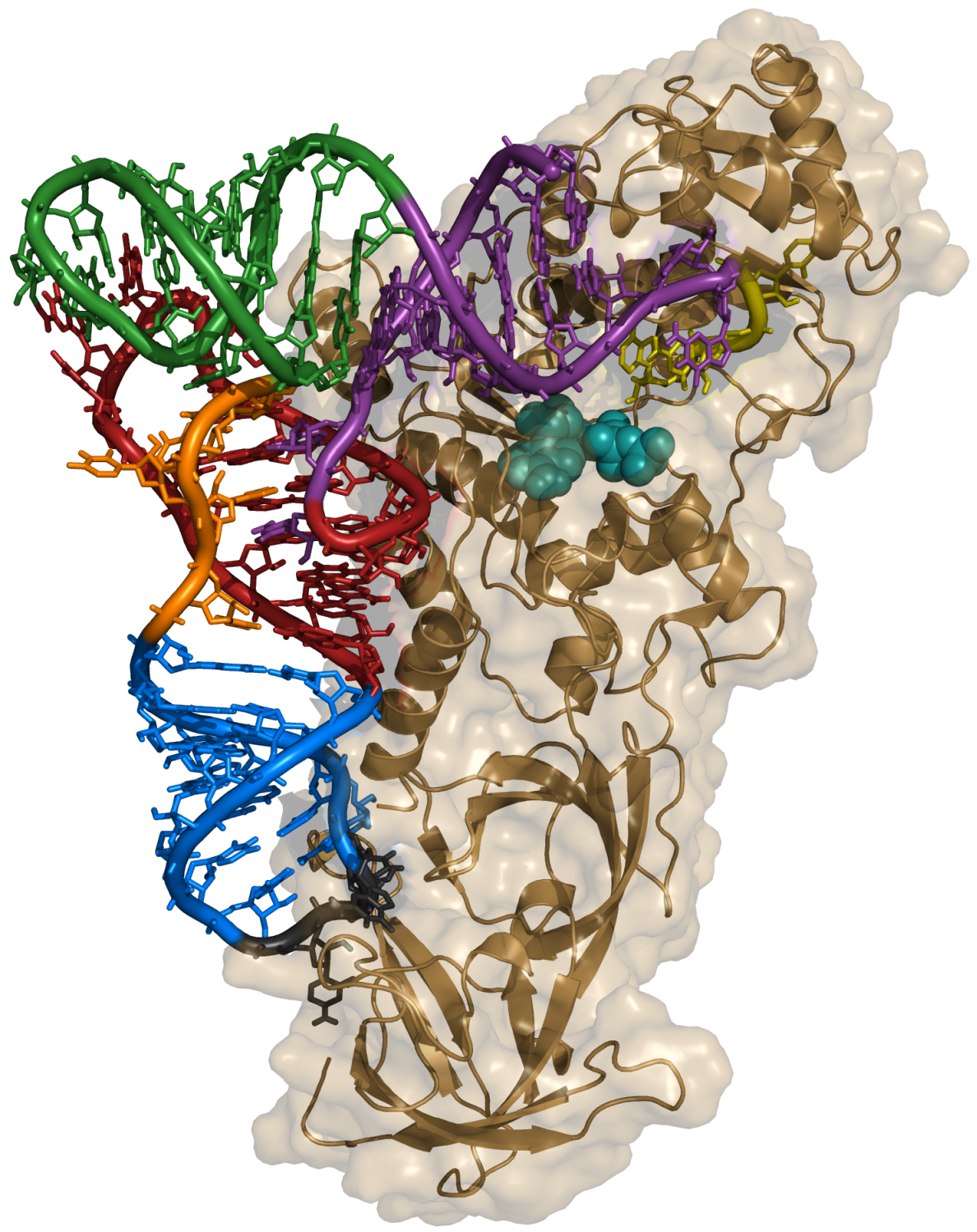
ARNt complexé avec son aminoacyl-ARNt synthétase

L'estérification de l'acide aminé spécifique à l'extrémité 3'-OH de l'ARNt est une étape clef du décodage du code génétique. On appelle cette étape l'aminoacylation et, dans toutes les cellules vivantes, il existe une vingtaine d'enzymes, les aminoacyl-ARNt synthétases, dont la fonction est de catalyser cette étape.
Chacune de ces enzymes est spécifique d'un acide aminé donné et reconnait le ou les ARNt correspondant. Ces enzymes sont capables de discriminer les ARNt spécifiques de son acide aminé, en reconnaissant des motifs de nucléotides particuliers, souvent dans l'anticodon lui-même, mais parfois dans d'autres régions de l'ARNt. Cette reconnaissance est cruciale, car il n'y a plus de contrôle qualité ultérieur au niveau du ribosome : toute erreur dans l'aminoacylation se traduira donc ensuite par une erreur dans le décodage du message génétique.
L'aminoacylation comprend deux étapes: l'activation de l'acide aminé par adénylylation et la formation du lien ester entre l'acide aminé et l'hydroxyle 2' ou 3' du ribose du nucléotide 3' de l'ARN de transfert.
La première étape consiste en l'attaque nucléophile de l'acide aminé sur une molécule d'ATP reconnue par l'aminoacyl-ARNt synthétase. L'oxygène de cet acide aminé brisera le lien entre le premier et le second des trois phosphates de l'ATP. Ainsi, il se formera un nouveau lien, un lien anhydride, entre l'acide aminé et l'AMP (adénosine monophosphate) ainsi généré. L'acide aminé est ainsi activé sous forme d'aminoacyl-adénylate, qui reste lié à l'enzyme.
La deuxième étape consiste en la catalyse du transfert de l'acide aminé activé sur le 2'-OH ou le 3'-OH du ribose terminal de l'ARNt. En utilisant l'énergie contenue dans l'aminoacyl-adénylate, l'extrémité -OH de l'ARN de transfert effectue une attaque nucléophile sur l'acide aminé. Le transfert aboutit à la création d'un lien ester qui est encore riche en énergie.
Après ces deux étapes, l'ARN de transfert est prêt à apporter son acide aminé spécifique vers le ribosome et l'ARN messager.

## Historique
L'existence des ARNt, comme « adapteurs » entre les acides aminés et l'ARN messager, a été postulée par Francis Crick, avant que ceux-ci ne soient effectivement découverts par Hoagland et Zamecnick en 1958.
C'est également Francis Crick qui a formulé l'hypothèse de « l'interaction bancale » ((en) wobble hypothesis) qui permet d'expliquer le fait qu'un ARNt donné puisse lire plusieurs codons synonymes.